# 테바이권

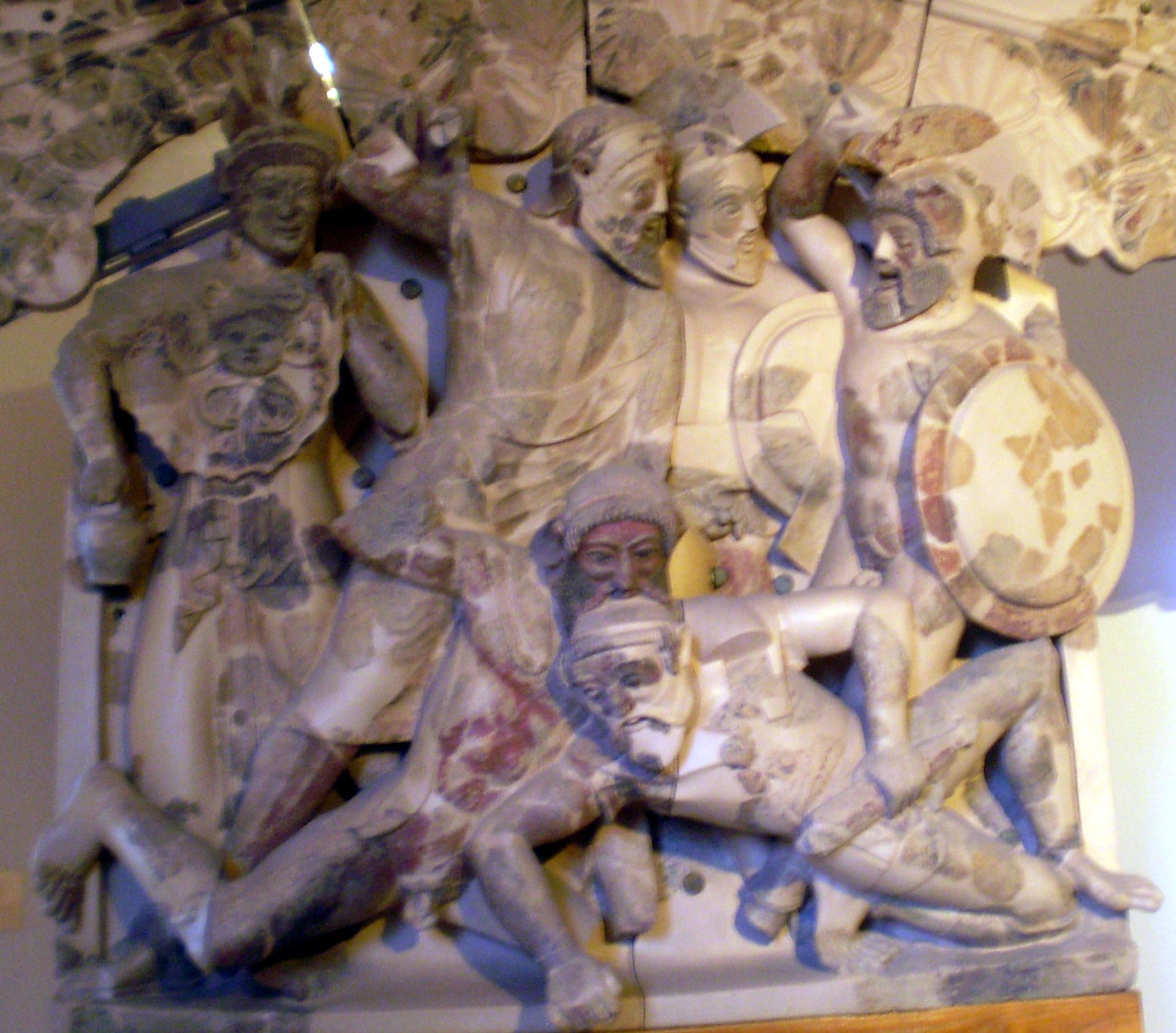
피르지 성소 A 지역에서 발견한 기원전 5세기 중반의 점토군. 테바이권의 신화 장면을 묘사하고 있다.

테바이권(그리스어: Θηβαϊκὸς Κύκλος)은 고대 그리스 문학의 서사시 네 편을 모은 것으로, 보이오티아의 도시 테바이의 신화적 역사를 다루고 있다. 장단단 육보격의 운율로 쓰였으며 기원전 750년과 500년 사이에 쓰여진 것으로 추정하고 있다.
9세기 학자들은 테바이권이 서사시권의 일부라고 생각했으며, 성직자 포티우스 또한 자신의 저서 (Bibliotheca)를 통해 견해를 밝혔다. 그러나, 현대의 학자들은 그것이 아니라고 판단하고 있다.
테바이권의 이야기는 전통적인 호메로스 서사시 《일리아스》와 《오디세이아》의 내용도 많이 등장한다. 권에서 가장 유명한 이야기는 《오이디푸스》와 《테바이를 공격한 일곱 장수》로, 후세의 그리스 비극 작가들이 많이 다루기도 하였다.
테바이권의 서사시는 다음과 같다.
- 《오이디포데아》, 키나이톤이 썼다. 스핑크스의 수수께끼를 해결하는 오이디푸스 이야기가 나오며, 에피카스테 또는 이오카스테와의 근친 결혼도 있을 것으로 추정하고 있다.

- 《테바이스》, 저자는 불확실하나 고대에 호메로스가 쓴 것으로 추정하였다. 오이디푸스의 두 아들 에테오클레스와 폴리네이케스 간의 전쟁에 대해서 다루며, 폴리네이케스가 테바이 도시를 여섯 장군과 함께 공략하는 원정에 나서나 실패하고(《테바이를 공격한 일곱 장수》), 에테오클레스와 폴리네이케스가 모두 죽는 이야기가 나온다.

- 《에피고노이》, 고대에 테오스의 안티마코스나 호메로스 중 한 명이 쓴 것으로 추정하였다. 《테바이스》에 이어서 테바이를 공략한 영웅들의 다음 세대가 성공을 거두는 이야기가 나온다.

- 《알크마이오니스》, 알크마이온이 《테바이스》에서 이야기한 아버지 암피라이오스의 죽음에 복수하고자 어머니 에리필레를 죽이는 이야기가 나온다. 저자는 알려지지 않았다.